# Rákóczi induló (film, 1933)
A Rákóczi induló 1933-ban bemutatott fekete-fehér magyar-osztrák játékfilm, Herczeg Ferenc: A dolovai nábob leánya című regénye alapján készült. A film Székely István Németországból hazatért rendező negyedik filmje. A Hyppolit, a lakáj, a Repülő arany és a Piri mindent tud című filmjeihez hasonlóan az operatőr Eiben István volt.

## Történet
Tarján Arisztid főhadnagy beleszeret Jób Ferenc gróf lányába és feleségül kéri. A gróf anyagilag tönkrement, ezért megkéri a főhadnagyot, hogy álljon el a házasságtól, mert lányát Merlin Ádám báróhoz akarja feleségül adni, így biztosítva a lány anyagi biztonságát. A főhadnagy szomorú szívvel, de eleget tesz a gróf kívánságának, lemond Vilmáról és levélben szakít a lánnyal. Jób Árpád aki Tarján Arisztid kapitánya és Vilma bátyja is egyben nem ismervén a szakítás igazi okát, bosszút eskűszik és párbajra hívja a főhadnagyot.

## Szereplők
- Jób Ferenc gróf – Csortos Gyula
- Tarján Arisztid főhadnagy – Jávor Pál
- Jób Vilma – Dajka Margit
- Jób Árpád – Kiss Ferenc
- Merlin Ádám báró – Beregi Oszkár
- Lóránt hadnagy – Halmay Tibor
- Tamássy Éva – Turay Ida
- Miska, Tarján tisztiszolgája – Gózon Gyula
- Dr. Kovács főállatorvos – Szenes Ernő